# エリザベス・ピーターズ
エリザベス・ピーターズ（Elizabeth Peters、1927年9月29日 - 2013年8月8日）は、アメリカ合衆国の作家。本名はバーバラ・マーツ (Barbara Mertz) 、またバーバラ・マイケルズ (Barbara Michaels) のペンネームも使用する。

## 経歴
1927年、イリノイ州カントンにて生誕。
シカゴ大学のエジプト学者、ジョン・A・ウィルスンの下で学び、23歳の時に博士号を取得。1964年に作家としてデビュー、古代エジプトに関する本を2冊出版したが、主に執筆するのはミステリやサスペンスである。
バーバラ・マイケルズの名では主にゴシックや超自然現象を題材とした作品を執筆している。古代エジプトに関する学術書との混同を避けたい出版社がこの名を選んだ。アメリア・ピーバディシリーズは、エリザベス・ピーターズの名で執筆しているが、この名は彼女の2人の子から採られている。
雑誌『KMT』（古代エジプトに関する雑誌）の編集顧問委員のメンバーである。また、エジプト調査学会やオリエンタル・インスティテュートのジェームズ・ヘンリー・ブレステッドサークルのメンバーでもある。
2013年8月8日、メリーランド州フレデリックの自宅にて死去。

## 著書

### エリザベス・ピーターズ名義
アメリア・ピーバディシリーズ
エジプト学者のアメリアが主人公のシリーズ。最新作は2010年4月に刊行された第19作"A River in the Sky" 。
物語は1880年代にアメリアが独身女性として世界を見たいと決意するところから始まり、1922年にツタンカーメンの墓が発見されるところで終わる。以下、（）内は作中のタイムライン。
1. 砂洲にひそむワニ Crocodile on the Sandbank （ 1975年 /  2011年2月、青柳伸子 訳、原書房）（1884年 - 1885年）
2. The Curse of the Pharaohs (1981) （1892年 - 1893年）
3. The Mummy Case (1985) （1894年 - 1895年）
4. Lion in the Valley (1986) （1895年 - 1896年）
5. The Deeds of the Disturber (1988) （1896年夏）
6. The Last Camel Died at Noon (1991) （1897年 - 1898年）
7. The Snake, the Crocodile, and the Dog (1992) （1898年 - 1899年）
8. The Hippopotamus Pool (1996) （1899年 - 1900年）
9. Seeing a Large Cat (1997) （1903年 - 1904年）
10. The Ape Who Guards the Balance (1998) （1906年 - 1907年）
11. The Falcon at the Portal (1999) （1911年 - 1912年）
12. He Shall Thunder in the Sky (2000) （1914年 - 1915年）
13. Lord of the Silent (2001) （1915年 - 1916年）
14. The Golden One (2002) （1916年 - 1917年）
15. Children of the Storm (2003) （1919年 - 1920年）
16. Guardian of the Horizon (2004) （1907年 - 1908年）
17. The Serpent on the Crown (2005) （1922年）
18. Tomb of the Golden Bird (2006) （1922年 - 1923年）
19. A River in the Sky (2010) （1909年 - 1910年）

- Amelia Peabody's Egypt: A Compendium (2003) - ノンフィクション

ヴィッキー・ブリスシリーズ
ヴィッキー・ブリスシリーズは、美術史のアメリカ人教授が国際的な犯罪やサー・ジョン・スミスという美術品泥棒に関わっていく冒険小説。1969年に発表した"The Camelot Caper" は、スミスが主人公のスピンオフ作品である。どの巻から読んでも良いが、物語が続いているため刊行順に読むのが一番良い。
アメリア・ピーパディシリーズとクロスオーバーしており、第5作"Night Train to Memphis" と第6作"The Laughter of Dead Kings" では、アメリアの夫が重要な役どころを演じ、ジョン・スミスとエマーソンの関係が明らかになる。
1. Borrower of the Night (1973)
2. Street of the Five Moons (1978)
3. Silhouette in Scarlet (1983)
4. Trojan Gold (1987)
5. Night Train to Memphis (1994)
6. The Laughter of Dead Kings (2008)

ジャクリーン・カービーシリーズ
ジャクリーン・カービーは特技が謎解きの司書。
1. The Seventh Sinner (1972)
2. リチャード三世「殺人」事件 Murders of Richard III （ 1974年 /  2003年2月、安野玲 訳、扶桑社ミステリー）
3. ロマンス作家「殺人」事件 Die for Love （ 1984年 /  2005年6月、本間有 訳、扶桑社ミステリー）
4. 裸でご免あそばせ Naked Once More （ 1989年 /  1993年8月、田村義進 訳、徳間文庫）

その他
- The Jackal's Head (1968)
- Her Cousin John (1969) The Camelot Caper (1988) - ヴィッキー・ブリスシリーズのジョン・スミスが主人公
- The Dead Sea Cipher (1970)
- The Night of Four Hundred Rabbits (1971)
- Legend in Green Velvet (1976)
- Devil-May-Care (1977)
- Summer of the Dragon (1979)
- The Love Talker (1980)
- The Copenhagen Connection (1982)

### バーバラ・マイケルズ名義
ジョージタウン三部作
- Ammie Come Home (1968) - "The House That Would Not Die" のタイトルでバーバラ・スタンウィック、リチャード・イーガン主演でテレビ映画化された
- Shattered Silk (1986)
- Stitches in Time (1995)

サムワン・イン・ザ・ハウス（誰かが家にいる）シリーズ
- Someone in the House (1981)
- Black Rainbow (1982)

シリーズ外作品
- The Master of Blacktower (1966)
- Sons of the Wolf (1967)
- Prince of Darkness (1969)
- The Dark on the Other Side (1970)
- The Crying Child (1971)
- Greygallows (1972)
- Witch (1973)
- House of Many Shadows (1974)
- The Sea King's Daughter (1975)
- Patriot's Dream (1976)
- Wings of the Falcon (1977)
- Wait for What Will Come (1978)
- The Walker in the Shadows (1979)
- The Wizard's Daughter (1980)
- Here I Stay (1983)
- The Grey Beginning (1984)
- Be Buried in the Rain (1985)
- Search the Shadows (1987)
- 残り火 Smoke and Mirrors （ 1989年 /  1993年2月、片岡しのぶ 訳、扶桑社ミステリー）
- 家出 The Runaway （短編） - マリリン・ウォレス編『シスターズ・イン・クライム』（ 1989年 /  1991年1月、早川書房）収録
- 不思議な遺言 Into the Darkness （ 1990年 /  1992年11月、細美遥子 訳、扶桑社ミステリー）
- Vanish with the Rose (1992)
- Houses of Stone (1993)
- The Dancing Floor (1997)
- Other Worlds (1999)

### ノンフィクション
- Temples, Tombs, and Hieroglyphs (1964)
- Two Thousand Years in Rome （リチャード・マーツ共著） (1968)
- Red Land, Black Land (1978)

## 受賞・ノミネート
- 1986年：アンソニー賞巨匠賞受賞
- 1988年："Trojan Gold" でアンソニー賞長編賞ノミネート[5]
- 1989年：『裸でご免あそばせ』でアガサ賞長編賞受賞[6]
- 1991年："The Last Camel Died At Noon" でアガサ賞長編賞ノミネート
- 1992年："The Snake, The Crocodile and the Dog" でアガサ賞長編賞ノミネート
- 1994年："Night Train To Memphis" でアガサ賞長編賞ノミネート
- 1997年："Seeing A Large Cat" でアガサ賞長編賞ノミネート
- 1998年："The Ape Who Guards The Balance" でアガサ賞長編賞ノミネート
- 2000年："He Shall Thunder in the Sky" でアガサ賞長編賞ノミネート、アンソニー賞長編賞ノミネート
- 2002年："The Golden One" でアガサ賞長編賞ノミネート
- 2003年："Amelia Peabody's Egypt: A Compendium" でアガサ賞ノンフィクション賞受賞[6]、エドガー賞批評部門ノミネート[7]